# Кресник
Кресник (хорв. и словен. krsnik, kresnik, kršnjak, krisnik, skrisnik, grišnjak) — в южнославянской мифологии особый человек, способный бороться со злыми силами для защиты общества (общины) от несчастья и неурожая.
Кресник рождается в обычной семье, но с характерными атрибутами: в белой «рубашке» или красной «шапочке» (см. Амниотическая оболочка). Так как «рубашка» и «шапочка» считаются источником силы, без которых он утрачивает магические способности, их или зашивали под левую подмышку или высушенные и перемолотые съедали вместе с пищей. Кресником становились обычно мужчины, но встречаются и женщины. Вырастая, до 18—20 лет молодой кресник жил как обычный человек, а затем проходил инициацию с помощью самого старого или наиболее сильного кресника.